# Giro di Toscana 1928
Il Giro di Toscana 1928, sesta edizione della corsa, si svolse il 15 luglio 1928 su un percorso di 286 km. La vittoria fu appannaggio dell'italiano Alessandro Catalani, che completò il percorso in 11h30'33", precedendo i connazionali Colombo Neri e Mario Pomposi.
I corridori che presero il via da Firenze furono 58, mentre coloro che tagliarono il medesimo traguardo furono 18.

## Ordine d'arrivo (Top 10)
| Pos. | Corridore           | Squadra         | Tempo     |
| ---- | ------------------- | --------------- | --------- |
| 1    | Alessandro Catalani | -               | 11h30'33" |
| 2    | Colombo Neri        | -               | s.t.      |
| 3    | Mario Pomposi       | -               | s.t.      |
| 4    | Nello Ciaccheri     | Diamant         | s.t.      |
| 5    | Settimo Innocenti   | -               | a 2'50"   |
| 6    | Camillo Arduino     | Maino           | a 5'00"   |
| 7    | Felice Gremo        | Legnano-Torpedo | a 12'00"  |
| 8    | Giulio Bonugli      | -               | s.t.      |
| 9    | Umberto Berni       | -               | s.t.      |
| 10   | Guido Messeri       | -               | s.t.      |